# Janell Burse
Pour les articles homonymes, voir Janelle.
Janell Burse (née le 19 mai 1979 à La Nouvelle-Orléans, Louisiane) est une joueuse américaine professionnelle de basket-ball.

## Biographie
Le 11 avril 2001, à sa sortie de Tulane, elle est sélectionnée par le Lynx du Minnesota au second tour (28e rang) de la draft 2001. Après trois saisons avec le Lynx, elle est échangée avec Sheri Sam contre Amanda Lassiter et un choix de draft WNBA 2004 dans une tentative de sélectionner Lindsay Whalen. Cette dernière rejoint le Sun du Connecticut, mais Seattle gagne dans l'opération deux joueuses utiles pour se renforcer et remporter le championnat 2004.
Cette année-là, Burse est la remplaçante de la Russe Kamila Vodichkova. Puis à son départ pour le Mercury de Phoenix la saison suivante, Burse devient titulaire et le reste même après le renfort de l'Australienne Suzy Batkovic. Elle garde trois ans ce statut de titulaire. 
La maison qu'elle a achetée à Slidell (Louisiane) en 2004, est dévastée en 2005 par l'Ouragan Katrina. Lors de deux rencontres de play-offs à la Key Arena de Seattle en septembre 2005, elle lance une collecte de fonds pour une église de La Nouvelle-Orléans. Elle lève 25 000 dollars, abondés par 75 000 dollars de la franchise.
Avec Cracovie, elle obtient la quatrième place de l'Euroligue 2010.
Après son retrait de la WNBA, Burse se lance dans les affaires et crée une chaîne de bars à smoothies dans la région de Houston. En 2016, elle s'implique dans la création d'une nouvelle ligue professionnelle, la Women’s Minor League Basketball Association (wmlba.com).

## Palmarès
- Championne WNBA 2004